# Marcus Aurelius

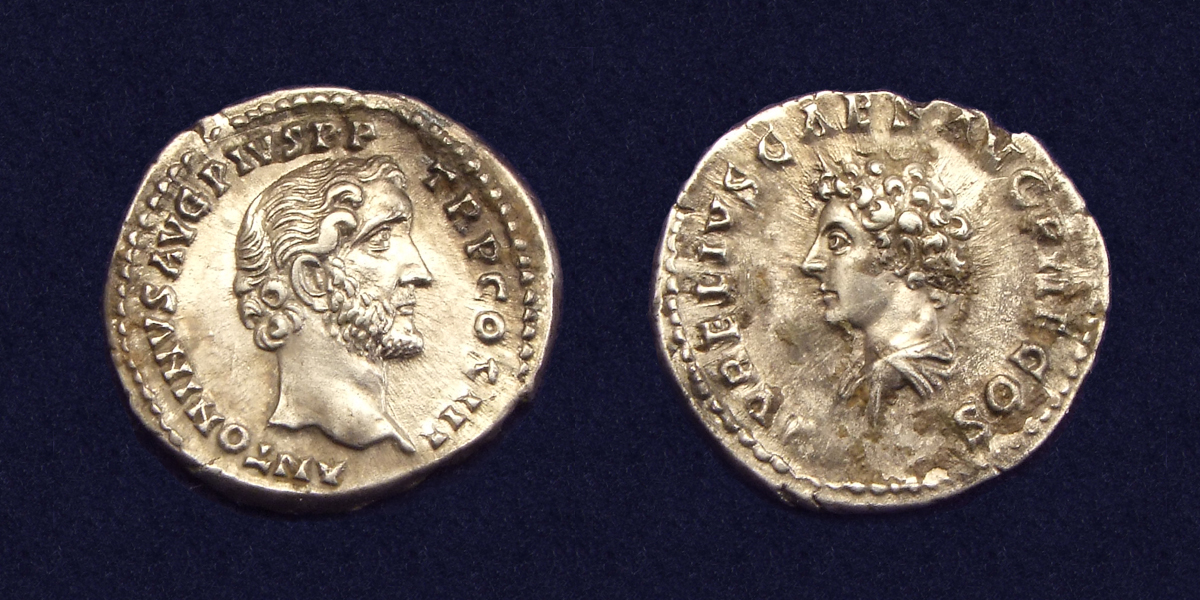
Denarius, geslagen 140 na Chr. met afbeelding van Antoninus Pius op de voorzijde en zijn adoptiefzoon Marcus Aurelius op de keerzijde

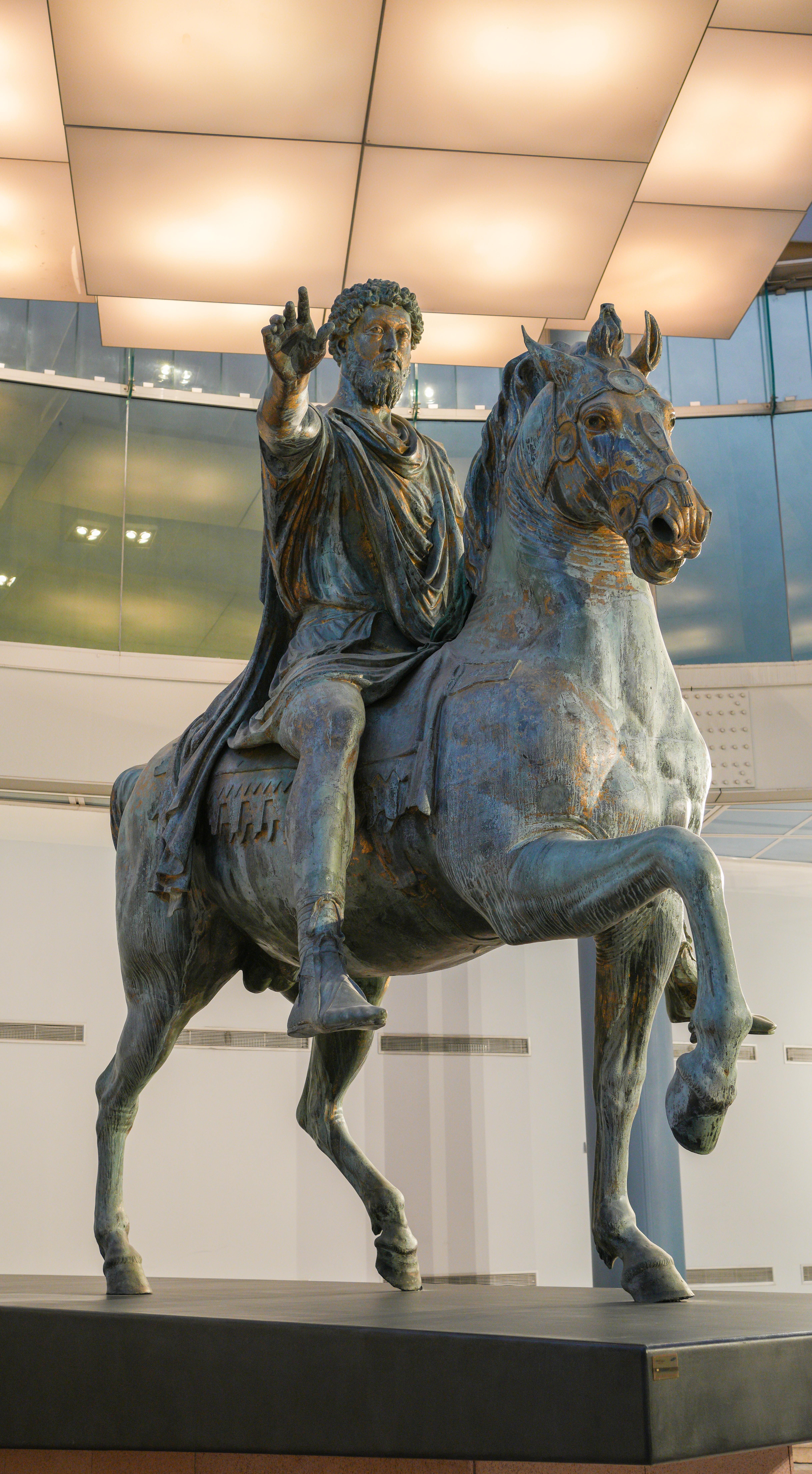
Standbeeld Marcus Aurelius, Musei Capitolini, Rome

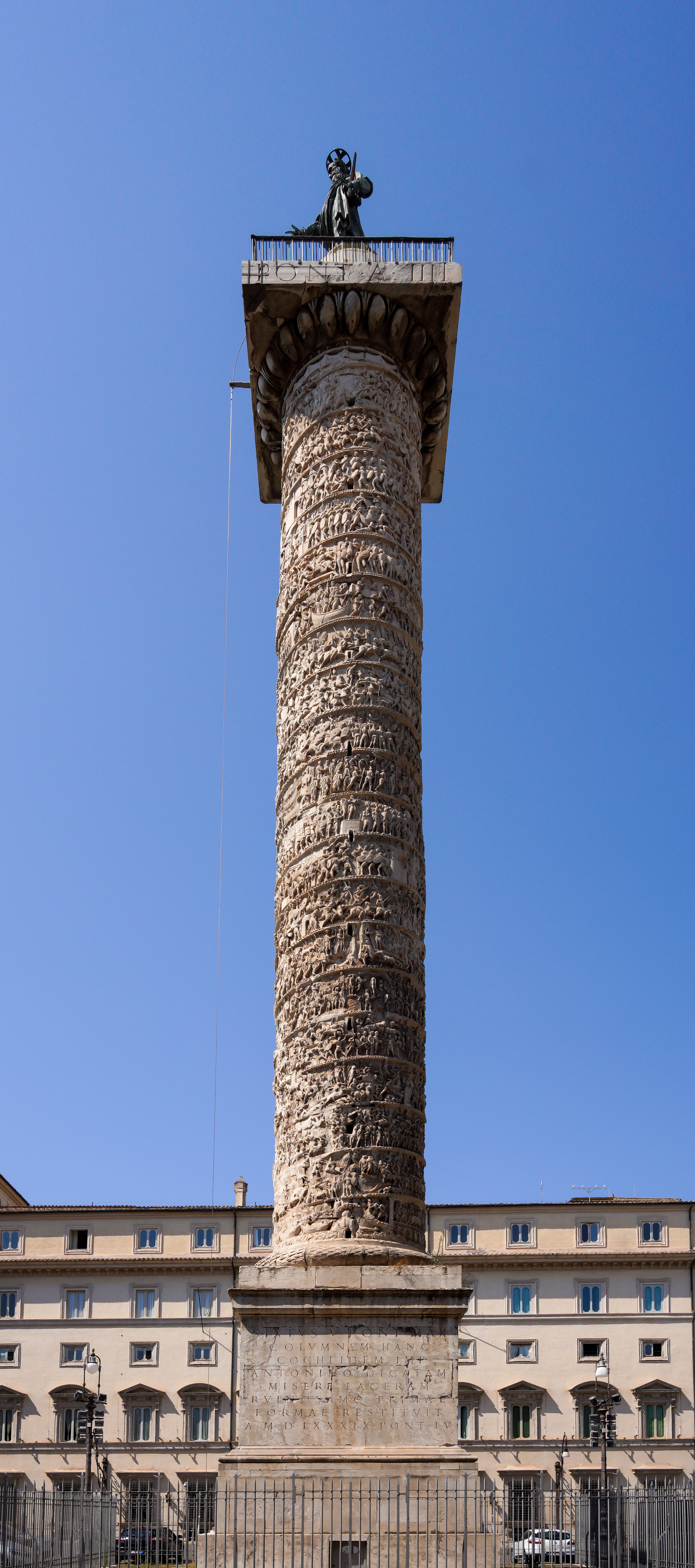
Zuil van Marcus Aurelius op de Piazza Colonna ('Zuilplein') te Rome

Marcus Aurelius (Latijn: Marcus Aurelius Antoninus Augustus) (Rome, 26 april 121 – Vindobona of Sirmium, 17 maart 180) regeerde van 161 tot 180 over het Romeinse rijk. Niet te verwarren met Marcus Aurelius Mausaeus Carausius. Marcus Aurelius behoorde tot het geslacht der Antonini. Meteen na zijn aantreden stelde hij Lucius Verus (161-169) als medekeizer aan. Marcus Aurelius was de laatste van de "Vijf Goede Keizers".
Tijdens zijn heerschappij versloeg het Romeinse Rijk het nieuw leven ingeblazen Parthische Rijk; Aurelius' generaal, Avidius Cassius, plunderde de hoofdstad Ctesiphon in 164. Aurelius bevocht met succes de Marcomannen, de Quaden en de Sarmaten tijdens de Marcomannenoorlog, maar de Germaanse dreiging begon een zorgwekkende realiteit te vormen voor het keizerrijk. Een opstand in het oosten onder leiding van Avidius Cassius kwam op gang maar werd onmiddellijk onderdrukt doordat Avidius Cassius door een van zijn eigen officieren werd vermoord.
Marcus Aurelius werd door velen gezien als een toonbeeld van een rechtvaardig en menselijk heerser, die de voorchristelijke Stoïcijnse deugden van Rome belichaamde. Het stoïcijnse werk Ta eis heauton van Marcus Aurelius, geschreven in het Grieks tijdens een veldtocht tussen 170 en 180, wordt nog steeds als literair monument vereerd voor de filosofie van dienst en plicht. Het beschrijft hoe men te midden van een conflict zijn gemoedsrust moet vinden en kan behouden door het volgen van de natuur als een bron van begeleiding en inspiratie.

## Jeugd

### In de gunst bij Hadrianus
Marcus Aurelius werd in 121 in Rome geboren als Marcus Annius Verus; hij was een neef van Faustina de Oudere. Na het vroegtijdig overlijden van zijn vader werd hij door zijn grootvader Marcus Annius Verus II grootgebracht. Keizer Hadrianus leerde hem vroeg kennen en was onder de indruk van de jongeman.
Toen hij 15 was, arrangeerde Hadrianus een verloving tussen Marcus en de dochter van zijn adoptiezoon en toekomstige opvolger, Lucius Aelius Verus Caesar. Aelius stierf echter voortijdig en de plannen moesten worden gewijzigd. Hadrianus bepaalde in 138, korte tijd voor zijn dood, dat Marcus geadopteerd moest worden door Hadrianus' nieuwe opvolger, Antoninus Pius. Lucius Verus, de zoon van Aelius, moest ook geadopteerd worden.
Tijdens zijn jeugd en ook later gedurende zijn keizerschap, dat meer dan 20 jaar duurde, besteedde Marcus Aurelius veel tijd aan de filosofiestudie. Hij was een aanhanger van de stoïcijnse leer van Epictetus. Marcus werd opgeleid in filosofie door Apollonius van Chalchedon en in retorica door Fronto. Correspondentie tussen leerling en leermeester Fronto is overgeleverd en geeft een beeld van Marcus' opleiding.

### Tweede man achter Antoninus Pius
Een jaar later, in 139, verwierf Marcus de titel Caesar, werd zijn verloving met de dochter van Aelius ontbonden en een verloving gearrangeerd met Faustina de Jongere, de dochter van zijn adoptiefvader. Het huwelijk vond plaats in 145. Zij kregen 13 kinderen, van wie meer dan de helft gedurende de kinderjaren stierf. Van hun zoons overleefde slechts een, Commodus, zijn kinderjaren.

## Keizerschap

### Gedeeld keizerschap
Na de dood van Antoninus Pius op 7 maart 161 kreeg Marcus Aurelius de titel Augustus. Zijn eerste keizerlijke daad was om, conform het testament van Hadrianus, de keizerlijke macht te delen met Lucius Verus.

### Romeins-Parthische Oorlog
Spoedig braken grote onlusten uit, zodat Verus in 162 naar de oostelijke provincies moest vertrekken, terwijl Marcus Aurelius in Rome bleef. Verus keerde in triomf terug, maar zijn troepen brachten ook een pestepidemie naar het westen, die grote delen van het keizerrijk en ook Rome zelf teisterde.

### Strijd in het noorden
Bovendien begonnen Germaanse stammen, de Marcomanni en de Quadi, de Alpen over te trekken en Italië binnen te vallen. Beide keizers kwamen in actie en drongen de Germanen terug tot voorbij de Alpen. In 169 keerden zij terug naar Rome. Op de terugweg kreeg Verus een ziekteaanval en stierf.
Na een korte periode in Rome braken er opnieuw oorlogen uit en werd Marcus Aurelius weer gedwongen naar de Germaanse grensgebieden te vertrekken. Een serie oorlogen zou hem de volgende acht jaar verhinderen om lange tijd in Rome te blijven. Gedurende deze periode schreef hij zijn beroemde filosofische werk Ta eis heauton (vertaald als Meditaties).
Na succesvolle veldtochten in Germanië ontving hij in 172 samen met zijn zoon Commodus de titel Germanicus.
De zuil op de Piazza Colonna te Rome toont tientallen taferelen van Marcus Aurelius' veldtocht. Daarna braken oorlogen uit in het oostelijk deel van het rijk.

### Opstand van Avidius Cassius
In 175 werd hij zo zwaar ziek dat hij op sterven leek te liggen. Zijn vrouw liet de gouverneur van Syria, Avidius Cassius, inlichten, zodat deze in opstand kon komen tegen Marcus Aurelius. De meest voor de hand liggende reden is wel dat zij wilde verhinderen dat haar zoon Commodus, waarvan zij het karakter als geen ander kende, keizer zou worden, omdat zij kon vermoeden hoe rampzalig dit voor Rome zou zijn. Marcus Aurelius genas echter en sloeg de opstand neer. Een jaar later stierf Faustina de Jongere.

### Commodus tot opvolger benoemd
In 177 keerde Marcus Aurelius terug naar Rome en verhief zijn zoon Commodus tot Augustus. Tot aan zijn dood, drie jaar later, zou de keizerlijke macht worden gedeeld tussen Marcus Aurelius en Commodus.
In 178 braken er echter opnieuw oorlogen uit en weer moest de keizer naar de grensgebieden.

## Overlijden en opvolging
Op 17 maart 180 stierf Marcus Aurelius, op 58-jarige leeftijd, uitgeput door jaren van oorlog, een natuurlijke dood. Hij brak met de traditie van de adoptiefkeizers sinds Nerva om een capabele adoptiefzoon als opvolger te benoemen. Zijn zoon Commodus volgde hem op. De klassieke geschiedschrijving, bijvoorbeeld Historia Augusta, moest niets van Commodus hebben. De benoeming van zijn eigen zoon tot zijn opvolger was in die optiek de grootste fout van de anders zo wijze Marcus Aurelius. Zo kwam een eind aan de gouden eeuw van het Imperium.

## Geschriften
Van Marcus Aurelius zijn geschriften overgeleverd, namelijk correspondentie met zijn leermeester Fronto en persoonlijke notities, de Meditaties. Terwijl hij in de jaren 170 op veldtocht was, schreef Marcus Aurelius zijn Meditaties als een manier om tot zelfkennis te komen en een middel tot zelfverbetering. Hij schreef dit werk in het Grieks, in die tijd de taal van de filosofie. In het Grieks luidt de titel van dit werk Ta eis heauton, wat zoiets als Aan zichzelf betekent. Marcus Aurelius had een logische geest en zijn aantekeningen zijn een weergave van zijn stoïcijnse filosofie en spiritualiteit. Zijn Meditaties wordt tot op de huidige dag nog steeds gezien als een literair monument voor een bestuur van dienstbaarheid en plichtsbetrachting. Het boek is door de eeuwen heen een favoriet geweest van vele auteurs en leiders van staten; voorbeelden zijn Frederik de Grote, John Stuart Mill, Matthew Arnold, Goethe, Wen Jiabao en Bill Clinton.
Aurelius schreef zijn bedenkingen meestal 's avonds op, in zijn legertent, op campagne tegen de barbaren, en hij deed dat waarschijnlijk vooral om zichzelf van iets te overtuigen, ergens mee te troosten en zijn ideeën te ordenen. Het was een van zijn intellectuele werkmethoden om met definities te werken en aard en kenmerk waarover hij nadacht precies te formuleren. Hij schreef zijn bedenkingen dan ook niet om ze te laten lezen. Ze dienden ook niet om te klagen. Ze dienden, wellicht, om de stoïcijn-keizer, die door niemand meer tot iets verplicht kon worden, de gelegenheid te geven zichzelf aan te manen en zichzelf moed in te spreken. De stoïcijn immers, neemt het leven zoals het komt en klaagt niet maar applaudisseert.
Het is niet bekend in hoeverre Marcus Aurelius' geschriften na zijn dood de ronde hebben gedaan. Men vindt wel sporadische verwijzingen in de antieke literatuur naar de populariteit van zijn voorschriften, en bijvoorbeeld Julianus II was zich terdege bewust van Marcus' reputatie als filosoof, hoewel hij niet expliciet melding maakt van de Meditaties. Het boek wordt in de 10e eeuw genoemd in een briefwisseling door Arethas van Caesarea en ook in de Byzantijnse encyclopedie, de Suda. Het werd in 1558 voor het eerst in Zürich gepubliceerd door Wilhelm Holzmann, dit aan de hand van een manuscript dat nu verloren is gegaan. De enige overlevende volledige kopie van het manuscript bevindt zich in de Vaticaanse Bibliotheek.

### Werken
- Ta Eis Heauton (tussen 161 en 180)
- Evenveel van jou als van mezelf. Correspondentie met Marcus Fronto (2019, brievencorrespondentie. Ned. verzamelbundel)

## Stamboom
|                       |                       |                       |                       |                       |                       |  |  |                          |                          |                          |                          | Antoninus Pius (keizer)  | Antoninus Pius (keizer)  | Antoninus Pius (keizer) | Antoninus Pius (keizer) | Antoninus Pius (keizer) | Antoninus Pius (keizer) |                     |                     | Faustina de Oudere  | Faustina de Oudere  | Faustina de Oudere | Faustina de Oudere | Faustina de Oudere | Faustina de Oudere |  |  |  |  |  |  |
|                       |                       |                       |                       |                       |                       |  |  |                          |                          |                          |                          | Antoninus Pius (keizer)  | Antoninus Pius (keizer)  | Antoninus Pius (keizer) | Antoninus Pius (keizer) | Antoninus Pius (keizer) | Antoninus Pius (keizer) |                     |                     | Faustina de Oudere  | Faustina de Oudere  | Faustina de Oudere | Faustina de Oudere | Faustina de Oudere | Faustina de Oudere |  |  |  |  |  |  |
|                       |                       |                       |                       |                       |                       |  |  |                          |                          |                          |                          |                          |                          |                         |                         |                         |                         |                     |                     |                     |                     |                    |                    |                    |                    |  |  |  |  |  |  |
|                       |                       |                       |                       |                       |                       |  |  | Marcus Aurelius (keizer) | Marcus Aurelius (keizer) | Marcus Aurelius (keizer) | Marcus Aurelius (keizer) | Marcus Aurelius (keizer) | Marcus Aurelius (keizer) |                         |                         | Faustina de Jongere     | Faustina de Jongere     | Faustina de Jongere | Faustina de Jongere | Faustina de Jongere | Faustina de Jongere |                    |                    |                    |                    |  |  |  |  |  |  |
|                       |                       |                       |                       |                       |                       |  |  | Marcus Aurelius (keizer) | Marcus Aurelius (keizer) | Marcus Aurelius (keizer) | Marcus Aurelius (keizer) | Marcus Aurelius (keizer) | Marcus Aurelius (keizer) |                         |                         | Faustina de Jongere     | Faustina de Jongere     | Faustina de Jongere | Faustina de Jongere | Faustina de Jongere | Faustina de Jongere |                    |                    |                    |                    |  |  |  |  |  |  |
|                       |                       |                       |                       |                       |                       |  |  |                          |                          |                          |                          |                          |                          |                         |                         |                         |                         |                     |                     |                     |                     |                    |                    |                    |                    |  |  |  |  |  |  |
|                       |                       |                       |                       |                       |                       |  |  |                          |                          |                          |                          |                          |                          |                         |                         |                         |                         |                     |                     |                     |                     |                    |                    |                    |                    |  |  |  |  |  |  |
|                       |                       |                       |                       |                       |                       |  |  |                          |                          |                          |                          |                          |                          |                         |                         |                         |                         |                     |                     |                     |                     |                    |                    |                    |                    |  |  |  |  |  |  |
| Lucius Verus (keizer) | Lucius Verus (keizer) | Lucius Verus (keizer) | Lucius Verus (keizer) | Lucius Verus (keizer) | Lucius Verus (keizer) |  |  | Lucilla                  | Lucilla                  | Lucilla                  | Lucilla                  | Lucilla                  | Lucilla                  |                         |                         | Commodus (keizer)       | Commodus (keizer)       | Commodus (keizer)   | Commodus (keizer)   | Commodus (keizer)   | Commodus (keizer)   |                    |                    |                    |                    |  |  |  |  |  |  |
| Lucius Verus (keizer) | Lucius Verus (keizer) | Lucius Verus (keizer) | Lucius Verus (keizer) | Lucius Verus (keizer) | Lucius Verus (keizer) |  |  | Lucilla                  | Lucilla                  | Lucilla                  | Lucilla                  | Lucilla                  | Lucilla                  |                         |                         | Commodus (keizer)       | Commodus (keizer)       | Commodus (keizer)   | Commodus (keizer)   | Commodus (keizer)   | Commodus (keizer)   |                    |                    |                    |                    |  |  |  |  |  |  |

## Trivia
- Munten met afbeeldingen van Marcus Aurelius zijn zo ver teruggevonden als de stad Óc Eo in Vietnam.
- De huidige Italiaanse euromunt van 50 eurocent bevat een afbeelding van het ruiterstandbeeld van Marcus Aurelius.
- De geromantiseerde memoires van Hadrianus genoemd Mémoires d'Hadrien van Marguerite Yourcenar is opgevat als een lange brief aan Marcus Aurelius en begint heel vertrouwelijk met "Cher Marc".
- De prijzen die op het Internationaal filmfestival van Rome, dat sinds 2006 bestaat, worden toegekend zijn genoemd naar Marcus Aurelius. In diverse categorieën wordt een 'premio Marc'Aurelio' toegekend. De winnaars krijgen een kunstwerkje waarop het ruiterstandbeeld van Marcus Aurelius is afgebeeld.
- De Amerikaanse filosoof Brand Blanshard plaatste Marcus Aurelius als rationalistische denker op een lijn met de modernen John Stuart Mill, Ernest Renan en Henry Sidgwick
- In de film Gladiator (2000), wordt Marcus Aurelius gedood door zijn zoon Commodus

## Voetnoten
1. ↑  Gregory Hays, Introduction to Marcus Aurelius Meditations, Weidenfeld en Nicolson, Londen, 2003, pxlix
2. ↑  Stertz, blz. 434, citeert Themistius, Oratio, 6.81;  HA Cassius 3,5; Aurelius Victor, De Caesaribus, 16,9.
3. ↑  Gregory Hays, Inleiding tot Marcus Aurelius Meditaties, Weidenfeld en Nicolson, Londen, 2003, blz. XLVIII-xlix.

- Bibsys: 90564087
- Biblioteca Nacional de Chile: 000166929
- Biblioteca Nacional de España: XX932158
- Bibliothèque nationale de France: cb11914476c (data)
- Catàleg d'autoritats de noms i títols de Catalunya: 981058523528506706
- CiNii: DA00596148
- Gemeinsame Normdatei: 118577468
- International Standard Name Identifier: 0000 0001 1031 946X
- Library of Congress Control Number: n80051702
- Nationale Bibliotheek van Letland: 000027790
- MusicBrainz: 517aed2c-8edd-4f31-b649-27cb9125436b
- Bibliotheek van het Japanse parlement: 00431918
- Nationale Bibliotheek van Tsjechië: jn19981001808
- Nationale bibliotheek van Australië: 35966523
- Nationale Bibliotheek van Israël: 987007264913605171
- Nationale Bibliotheek van Polen: a0000001180743
- Nationale Bibliotheek van Roemenië: 000136425
- Nationale en Universitaire bibliotheek Zagreb: 000083919
- Nederlandse Thesaurus van Auteursnamen: 06867452X
- Istituto Centrale per il Catalogo Unico: CFIV010390
- LIBRIS: 194415
- SNAC: w6c851bs
- Système universitaire de documentation: 027008614
- Museum of New Zealand Te Papa Tongarewa: 68488
- Trove: 1166401
- Union List of Artist Names: 500115701
- Virtual International Authority File: 102895066
- WorldCat: E39PBJhmR3hg6pjRbXwhWgVt8C

## Verder lezen
- Birley, A.R.: Marcus Aurelius, a biography, 1966, Routledge London & New York 1987, 2004
- Pierre Grimal, Marcus Aurelius: een biografie, uitgeverij Ambo, 1994
- Anton van Hooff, Marcus Aurelius: de keizer-filosoof, uitgeverij Ambo, 2012, ISBN 9789026324154
- Frank McLynn, Marcus Aurelius: Warrior, Philosopher, Emperor, 2010, ISBN 9781844135271
- Marcus Aurelius: Persoonlijke notities. vert. Simone Mooij-Valk, 2015 ISBN 9789026332234